# Hárem (műfaj)
A hárem, (japánul: háremumono (ハーレムもの; Hepburn: hāremumono)) az anime és a manga egy homályosan körülhatárolható ága, amelyet a főszereplőt körülvevő, rendszerint érzéki, három vagy több ellenkező nemű és/vagy szerelmi orientációjú tag jellemez. A leggyakoribb képviselői a férfi-orientált hárem sorozatok, ahol központi férfi szereplőt női szereplők egy csoportja veszi körül. Ennek ellentéte, a ritkább nő-orientált hárem, más néven fordított hárem (japánul: gjakuháremu (逆ハーレム; Hepburn: gyakuhāremu)). Hárem animére és mangára példa a Love Hina, a Tencsi mujó! Rjóóki, a Szekirei, a Rosario + Vampire, a To Love-Ru, a Girls Bravo és a Princess Lover!, míg fordított háremre a Fruits Basket, az Óran Kókó School Host Club és a Brothers Conflict.
Az újabb változatokban megjelenik a poliamoria és eltűnik a főszereplő háremmel ellentétes neme vagy a nemi identitása. Az ilyen sorozatokban futanari-orientált háremek, juri-orientált háremek (mint a Iono-szama Fanatics) vagy jaoi-orientált háremek (mint a Gakuen Heaven) találhatók.

## Felépítése, jellemzői
Mivel a romantika ritkán a fő hangsúly az egész sorozatban, a hárem szerkezete nem egyértelmű. A leginkább megkülönböztethető vonása vitathatatlanul egy csapat lány, akik elkísérik, és egyes esetekben együtt élnek a fiúval. Általában minden lány egy klasszikus archetípust személyesít meg. A főszereplő vagy szenved az őt kívánó lányok sokaságától, vagy épp keresi azok társaságát, de előfordul, hogy nem vágyik a szerelemre. Az intimitás soha nem szükséges, de ha jelen van, legalább két lánynak kell kifejezésre juttatnia. Nem szükséges továbbá, hogy egy kizárólagos fiú legyen a történetben; sok is létezhet, amennyiben egy kevés figyelem fordítódik rájuk, vagy ha a történet kívánja meg a nemek rendkívül bizonytalan arányát.
A korai hárem művek esetében a cselekmény lényegét a lányoknak a főhős szívéért folytatott „versenye” adta. A mai háremekben rendszerint két út van: az egyikben a lányok „megosztják” egymás között a főhőst egyenlően vagy más módon, hogy ne veszítsék el közben emiatt barátaikat. A másik út a suraba/shuraba (vérfürdő), ahol csak egy maradhat és a lányok egymással küzdenek saját boldogságukért.
A hárem műfaj gyakran jár együtt az eccsi műfajjal, kevés olyan sorozatot találni, ami ne lenne tele fanservice-szel.

## Animén és mangán kívül
Az anime és manga mellett a light novelek, visual novelek és más videójátékok is tartalmazhatnak hárem elemeket. Néhány visual novel lehetőséget ad hárem befejezésre, ahol a főszereplő egyszerre több szereplővel folytat romantikus kapcsolatot, a többi szereplő beleegyezésével. Egyes esetekben, a hárem végződés elkerülhetetlen.